# Schall
| Schallgrößen |
| --- |
| - Schallauslenkung {\displaystyle \xi } - Schalldruck {\displaystyle p} - Schalldruckpegel {\displaystyle L_{p}} - Schallenergiedichte {\displaystyle E} - Schallenergie {\displaystyle W} - Schallfluss {\displaystyle q} - Schallgeschwindigkeit {\displaystyle c_{\text{S}}} - Schallimpedanz {\displaystyle Z} - Schallintensität {\displaystyle I} - Schallleistung {\displaystyle P_{\text{ak}}} - Schallschnelle {\displaystyle v} - Schallschnelleamplitude {\displaystyle v} - Schallstrahlungsdruck |

Schall (von althochdeutsch scal) bezeichnet allgemein mechanische Schwingungen in einem elastischen Medium (Gas, Flüssigkeit, Festkörper). Diese Schwingungen rufen Druck- und Dichteschwankungen hervor, die sich in dem Medium ausbreiten und so die Schallwellen bilden.
Umgangssprachlich bezeichnet Schall vor allem das Geräusch, den Klang, den Ton, den Knall (Schallarten), wie er von Menschen und Tieren mit dem Gehör, also dem Ohr-Gehirn-System auditiv wahrgenommen werden kann. Man unterscheidet dabei den Nutzschall, wie Musik oder die Stimme beim Gespräch, und den Störschall, wie Baustellen- oder Verkehrslärm.
„Schall“ ist ein Kollektivum und wird nur im Singular benutzt.

## Physikalische Definition
Physikalisch gesehen ist Schall eine als mechanische Welle fortschreitende Deformation in einem Medium. In ruhenden Gasen und Flüssigkeiten ist Schall immer eine Longitudinalwelle, also näherungsweise auch in Luft. Die allgemeine Wellengleichung für dreidimensionale Schallfelder in fluiden Medien lautet wie folgt:
{\displaystyle \Delta p={\frac {1}{c^{2}}}{\frac {\partial ^{2}p}{\partial t^{2}}}}
Darin ist {\displaystyle \Delta } der Laplace-Operator. Schall breitet sich mit einer für das Medium und dessen Zustand (Temperatur, Druck usw.) charakteristischen und konstanten Schallgeschwindigkeit {\displaystyle c} aus. Bei einer Temperatur von 20 °C beträgt diese in Luft 343 m/s und in Wasser 1484 m/s, siehe auch Schallgeschwindigkeit in verschiedenen Medien. Die Wellenlänge {\displaystyle \lambda } der Schallwelle, die Frequenz {\displaystyle f} und die Schallgeschwindigkeit {\displaystyle c} sind über folgende Beziehung verknüpft:
{\displaystyle \lambda ={\frac {c}{f}}}
In Gasen wie Luft kann Schall als eine dem statischen Luftdruck überlagerte Schalldruckwelle beschrieben werden. Meistens sind bei Schallwellen die Schwankungen der Zustandsgrößen Druck und Dichte klein im Verhältnis zu ihren Ruhegrößen. Das wird anschaulich, wenn man Schalldruckpegel von 130 dB (Dezibel), das ist etwa die Schmerzschwelle des Menschen, mit dem normalen atmosphärischen Druck vergleicht: Der Ruhedruck der Atmosphäre beträgt 101325 Pascal (= 1013,25 Hektopascal), während ein Schalldruckpegel von 130 dB einem Effektivwert des Schalldrucks p von gerade einmal 63 Pascal entspricht.
Dagegen gibt es in Festkörpern auch Transversalwellen und geführte Wellen. Im Vakuum gibt es keinen Schall, da er im Gegensatz zu elektromagnetischen Wellen immer ein Trägermedium braucht. Schallausbreitung findet auch im Weltraum statt, wegen der geringen Dichte sind die übertragenen Energien sehr gering, und die Schallgeschwindigkeit liegt im zweistelligen km/s-Bereich. Man beobachtet astronomische Überschallereignisse in Form von Bugstoßwellen.

## Akustik
Die zugehörige Wissenschaft ist die Akustik. Die beiden Energieformen, die sich beim Schall ineinander umwandeln, sind die Kompressionsenergie und die Bewegungsenergie als Schallenergiegröße, charakterisiert werden sie aber durch die Schallfeldgrößen:
- Schalldruck p in N/m2 = Pa (Pascal)
- Schallschnelle v in m/s

Wellen sind zeitlich und örtlich periodische Veränderungen einer physikalischen Größe g(t, x). Der Schalldruck p ist die wichtigste Schallfeldgröße als Skalar überhaupt; siehe auch Druckwelle. Dieses hat verschiedene Gründe: Der Schalldruck ist eine anschauliche Größe, mit Mikrofonen relativ leicht messbar und auch vom Menschen physiologisch erfassbar. Der Schallwechseldruck p ist einfach zu messen. Bei einem Schalldruckpegel von 0 dB, also bei der Hörschwelle, hat der Schalldruck als Effektivwert einen Wert von 2e-5 Pa. Dagegen ist die Schallfeldgröße Schallschnelle v ein Vektor, wobei bei Einwirkung von Schall die Geschwindigkeit der Hin- und Herbewegung der Fluidelemente (Luftteilchen) gemeint ist. Der Begriff Geschwindigkeit wird hier zur deutlichen Abgrenzung zur Schallgeschwindigkeit c allerdings vermieden. Die Schnelle ist nicht so leicht bestimmbar. Man muss sich hierbei darüber im Klaren sein, dass die maximal auftretenden Geschwindigkeiten bei der Auslenkung der Fluidelemente im Vergleich zur Schallgeschwindigkeit klein sind: Bei einem Schalldruckpegel von 130 dB, der Schmerzschwelle, beträgt die Schallschnelle in Luft gerade einmal 0,153 m/s. Bei der Hörschwelle des Menschen hat der Effektivwert der Schallschnelle einen Wert von 5e-8 m/s entsprechend einem Schallschnellepegel von 0 dB. Hierbei werden die Luftpartikel nur ganz gering ausgelenkt.

## Einteilung nach Frequenz
Entsprechend dem Frequenzbereich unterscheidet man:
- Infraschall < 16 Hz ist für Menschen nicht hörbar, da die Frequenz zu niedrig ist
- Hörschall von 16 Hz bis 20 kHz, ist für Menschen hörbarer Schall
- Ultraschall von 20 kHz bis 1,6 GHz ist für Menschen nicht hörbar, da zu hochfrequent
- Hyperschall > 1 GHz wird durch Schallwellen gebildet, die nur noch bedingt ausbreitungsfähig sind

Die Hörschwelle, Empfindung einer bestimmten Lautstärke und die Grenze zur Schmerzempfindung des Menschen verlaufen im Bereich von 16–20.000 Hz entlang einer Schar von Hörkurven, die im Bereich niedrigster und höchster Frequenzen tendenziell konvergieren. Das Hörvermögen insbesondere im Bereich hoher Töne nimmt mit zunehmendem Lebensalter aber auch durch Strapazierung des Gehörs durch laute Musik, Lärm oder Knall teilweise irreversibel ab.
Hunde und Fledermäuse können auch Töne über 20 kHz hören. Infraschall kann vom Menschen unter Umständen mit der Bauchdecke, Fingerspitzen oder beim Stehen mit den Füßen haptisch gefühlt oder an Festkörpern mit dem Auge als Vibration gesehen werden. Wird ein Piezo-Ultraschallgeber zum Vernebeln von Wasser mit dem Finger berührt, wird darin eine Hitzeempfindung erzeugt. Mit Ultraschall werden insbesondere Plastikgehäuse von Netzteilen dauerhaft verschweißt.

## Einteilung nach der Wellenform
Man unterscheidet grob zwischen den beiden periodischen Wellenformen „Ton“ und „Klang“ und den nichtperiodischen „Geräusch“ und „Knall“. Ein Ton besteht aus einer reinen sinusförmigen Schwingung. Der Klang ist eine Mischung mehrerer Töne, z. B. den Obertönen. Ein Knall besitzt einen „Peak“, die Amplitude nimmt dann schnell wieder ab.

Schematisches Oszilloskopbild eines Tons,
eines Klangs,
eines Geräusches und
eines Knalls.

## Unterschiedliche Geräusche

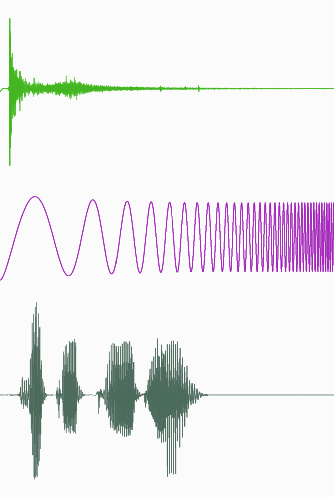
Abbildung 1: Zeitliche Verläufe des Schalldrucks von unterschiedlichen Geräuschen

In Abbildung 1 sind schematische zeitliche Verläufe des Schalldrucks von unterschiedlichen Geräuschen dargestellt:
- Die erste Wellenform zeigt einen Gewehrschuss.
- Die zweite eine Sinusschwingung mit sinkender Periodendauer, bzw. steigender Frequenz.
- Die dritte Wellenform zeigt das gesprochene Wort „Wikipedia“.